# 木村吉男
木村 吉男（きむら よしお、1932年 - 2014年）は、日本の経済学者。名古屋市立大学名誉教授。元日本地域学会会長。

## 人物・経歴
愛知県立瑞陵高等学校を経て、1956年名古屋大学経済学部経済学科卒業。塩野谷九十九ゼミ出身。1961年名古屋大学大学院経済学研究科博士課程修了。指導教官は水野正一。同年名古屋大学経済学部助手。1962年神戸商科大学専任講師。1965年名古屋大学経済学博士。1964年新設の名古屋市立大学経済学部助教授に着任。1971年名古屋市立大学経済学部教授。1975年理論・計量経済学会常任理事。1990年中京大学経済学部教授。1992年日本地域学会論文賞受賞。1993年簡易保険財団助成研究優秀賞受賞。1995年日本地域学会会長。1997年私立大学情報教育協会奨励賞受賞。1999年日本地域学会功労賞受賞。2000年岐阜聖徳学園大学経済情報学部教授。2014年肺がんのため中京病院で死去。

## 著作

### 著書
- 『愛知県における財政資金の循環分析』（水野正一と共著）愛知県 1962年
- 『在庫投資行動の研究』（水野正一, 外山邦雄と共著）統計研究会 1969年
- 『経済理論入門』風媒社 1983年
- 『経済成長と技術進歩』中央経済社 1969年
- 『名古屋港と地域経済 : 中間報告書』（岡崎不二男と共著）名古屋港管理組合 1972年
- "Introduction to mathematical economics"Springer-Verlag 1978年
- 『理論経済学』（上河泰男と共著）東洋経済新報社 1987年
- 『経済学辞典』（水野正一, 辻正次と共編著）中央経済社 1989年
- 『経済分析における推論支援システムの研究』（近藤仁と共編著）中京大学経済学部付属経済研究所 1994年
- 『主体行動理論入門のためのCAIシステム』（近藤仁, 中山恵子と共著）中京大学経済研究所 1997 年
- 『初等数量経済分析のための教育方法 : Visual Basicを利用して』（中山惠子と共編著）中京大学経済学部付属経済研究所 2004年
- 『初等統計・計量経済分析のための教育システム』（中山惠子と共編著）勁草書房 2013年

### 訳書
- B.ハンセン著『現代の経済理論 : 一般均衡と所得分析』（岡崎不二男, 妙見孟と共訳）好学社 1972年